# Luke Cann
Luke Cann (* 17. Juli 1994 in Melbourne) ist ein australischer Speerwerfer.

## Sportliche Laufbahn
Erste internationale Erfahrungen sammelte Luke Cann bei den Jugendozanienmeisterschaften 2010 in Sydney, bei denen er mit 66,98 m die Bronzemedaille gewann. Ein Jahr darauf gewann er bei den Commonwealth Youth Games in Douglas mit 75,21 m die Silbermedaille. 2012 nahm er an den Juniorenweltmeisterschaften in Barcelona teil und belegte dort mit 70,15 m den siebten Platz. Zwei Jahre später nahm er erstmals an den Commonwealth Games in Glasgow teil und belegte dort mit 75,93 m ebenfalls den siebten Platz. Vier Jahre danach nahm er erneut an den Commonwealth Games im heimischen Gold Coast teil und belegte dort mit 76,99 m den sechsten Platz.
Cann ist Absolvent für Gesundheit und Sporterziehung an der Deakin University.